# Иона (Василевский)
Митрополи́т Ио́на (в миру Ива́н Семёнович Васи́льевский; 18 февраля 1763, Калуга — 22 июня 1849, Санкт-Петербург) — епископ Русской православной церкви, Экзарх Грузии

## Биография
Родился 18 февраля 1763 года в Калуге в семье причётника. В восемь лет осиротел. Остался с маленькой сестрой на попечении старой бабушки, которая вскоре ослепла. В 15-летнем возрасте стараниями Калужского благочинного определён в духовное училище при Лаврентьевском монастыре. После четырёх лет обучения переведён в Перервинскую семинарию, откуда направлен в Троицкую лаврскую семинарию. Женился на дочери бедного причётника московской Скорбященской церкви.
30 января 1792 года рукоположён в сан иерея к Воскресенской церкви Калуги. В 1797 году был определён и благочинным вместо престарелого благочинного, его благодетеля.
В 1799 году была создана самостоятельная Калужская кафедра, и прибывший вскоре первый епископ Калужский Феофилакт (Русанов) приблизил к себе отца Иоанна. Иоанн стал членом Калужской духовной консистории.
В 1802 году умерла его любимая супруга. Почти одновременно умерли две дочери и сын.
В 1803 году произведён в сан протоиерея.
В июне 1807 года приехал в Петербург и на другой же день по приезде был пострижен преосвященным Феофилактом в монашество и назван Ионой. В этом же году возведён в сан архимандрита и назначен законоучителем Санкт-Петербургского коммерческого училища.
С 1809 года ректор Калужской духовной семинарии, одновременно настоятель Перемышльского Троицкого Лютикова монастыря.
За отсутствием епархиального преосвящённого он заменял его во всех службах и делах епархиального управления. Под его наблюдением строился тёплый собор и архиерейские покои, разбирался старый собор, семинария обносилась оградой. Его же стараниями в семинарии было открыто казённое общежитие для бедных семинаристов.
В 1811 году настоятель Волоколамского монастыря, инспектор и эконом Санкт-Петербургской духовной академии.
24 марта 1812 года рукоположён во епископы Тамбовские.
При вступлении на кафедру преосвященный Иона особое внимание обратил на нравственное состояние духовенства, с целью его исправления он применял как строгие наказания, так и средства увещевания, но особо часто прибегал к штрафам, выделив часть из них на обеспечение вдов и сирот. Епископ Иона обратил пристальное внимание на состояние дел в Тамбовской духовной семинарии, заменив её ректора, открыл духовные училища (Темниковское в 1814 году, Елатомское в 1815 году, Шацкое, Тамбовской, Липецкое, Лебедянское).

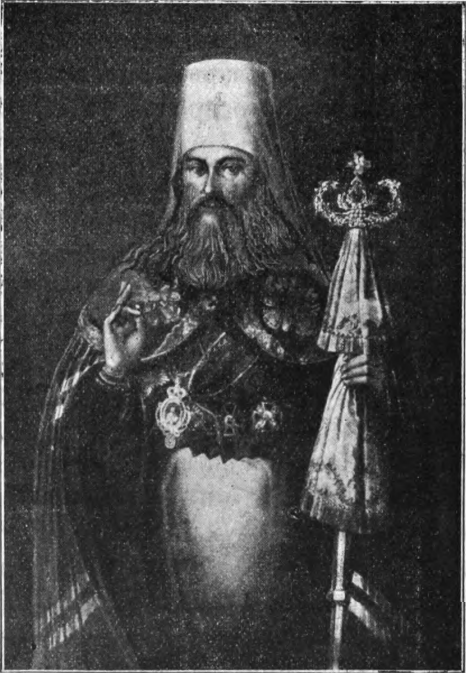
Портрет XIX в.

Он один из первых тамбовских архиереев в 1813 году предпринял длительную поездку с целью обозрения епархии. Его попечением возведён загородный архиерейский дом, колокольня при Спасо-Преображенском храме, а также каменные церкви в Тамбовском Вознесенском женском монастыре (Скорбященская в 1820 году), на Успенском и Воздвиженском кладбищах.
В 1820 году епископ Иона командирован обозревать Казанскую епархию, на время его отсутствия Тамбовской епархией управлял архиепископ Рязанский Сергий.
26 апреля 1821 года владыка Иона переведён на Астраханскую кафедру с возведением в сан архиепископа. Управлял Астраханскою епархией только три месяца, но и в такое короткое время он приобрёл всеобщую любовь и надолго оставил по себе добрую память.
1 октября 1821 года назначен экзархом Грузии. Состоял членом Святейшего правительствующего синода. Будучи в Грузии, он занялся устройством семинарии и улучшением в ней преподавания.
22 августа 1828 года возведён в сан митрополита.
5 марта 1832 года уволен от управления Грузинской церковью. Вызван в Синод для присутствия и оставался в Петербурге до самой смерти. Жил в Александро-Невской лавре.
Умер 22 июня (ст. ст.) 1849 года в Александро-Невской лавре; погребён в Феодоровской церкви лавры.

## Награды
- Орден Святой Анны 1-й степени (17 сентября 1819)[3].
- Орден Святого Александра Невского (6 апреля 1824)[4]
- Орден Святого Владимира 1-й степени (12 июля 1830)[5]